# Deriva litoral

Diagrama mostrando la deriva litoral (en inglés).

La deriva litoral consiste en el transporte de sedimentos (normalmente arenas pero también pueden consistir en sedimentos gruesos como gravilla) a lo largo de la costa. Esto se produce dado que los sedimentos son transportados en un ángulo oblicuo respecto a la orilla, que depende de la dirección del viento predominante, el reflujo y la corriente de reflujo. Este proceso ocurre en la zona litoral, y en o muy cerca de la zona de rompimiento de las olas. Este proceso es también conocido como transporte litoral o deriva costera.
La deriva litoral está influenciada por numerosos aspectos del sistema costero, los procesos que ocurren dentro de la zona de rompimiento influyen importantemente en el depósito y erosión de los sedimentos. Las corrientes litorales pueden generar olas oblicuas que resultan en la deriva litoral.
La deriva litoral puede por lo general ser definida en función de los sistemas que operan dentro de la zona de rompimiento de las olas como se ve en la figura 1. Esta figura muestra los sedimentos transportándose a lo largo de la costa. En primer lugar el sedimento es empujado hacia la costa por el reflujo (ocurre en la dirección del viento predominante), que mueve las piedras en el ángulo de la dirección del viento; y vuelve al mar de manera perpendicular a la línea de costa gracias a la corriente de reflujo, que mueve las piedras devueltas a la playa por la influencia de la gravedad.
La deriva litoral afecta a numerosos tipos de sedimentos de diversos tamaños. Funciona de maneras diferentes según el tipo de sedimento (Ej.: La diferencia de la deriva litoral de los sedimentos de una playa de arena a los sedimentos de una playa de guijarros). La arena se ve muy afectada por la fuerza oscilatoria de las olas rompientes, el movimiento de los sedimentos debido al impacto de las olas rompientes y el cauce de las corrientes litorales. Mientras que debido a que las playas de guijarros son mucho más pronunciadas que las de arena, las olas tenderán a ser más profundas, causando que la mayoría de la deriva litoral ocurra en la zona de reflujo, debido a la falta de la zona de rompiente.

## Resumen

### Fórmulas de la deriva litoral
Hay numerosos cálculos que toman en consideración los factores que producen la deriva litoral. Estas fórmulas son:
1. Fórmula Bijker (1967,1971)
2. Fórmula Engelund and Hansen (1967)
3. Fórmula Ackers and White (1973)
4. Fórmula Bailard and Inman (1981)
5. Fórmula Van Rijn (1984)as
6. Fórmula Watanabe (1992)[3]

Todas estas fórmulas proveen una vista diferente de los procesos que generan la deriva costera. Los factores más comunes tomados en consideración en estas fórmulas son:
- Transporte suspendido y el transporte del cauce
- Olas (ej: rompientes y no rompientes)
- La tensión cortante ejercida por las olas o el fluido asociado con las olas.[3]

### Características de la evolución de la costa
La deriva litoral juega un rol fundamental en la evolución de una costa, como si hay un ligero cambio en el suministro de sedimentos, dirección del viento, o cualquier otra influencia costera la deriva litoral puede cambiar dramáticamente, impactando en la formación y evolución de una playa. Estos cambios no ocurren debido a un solo factor en el sistema costero, hay numerosas alteraciones dentro del sistema costero que pueden afectar la distribución y el impacto de la deriva litoral. Algunas de estas alteraciones son:
1. Cambios geológicos, e.j. erosión, cambios en la orilla y aparición de cabos.
2. Cambios en las fuerzas hidrodinámicas, e.j. Cambios en la difracción de olas en los cabos y en la reserva del ambiente mar adentro.
3. Cambio a la influencia hidrodinámica, e.j. La influencia de nuevas aguas bajas y deltas en la deriva.
4. Alteraciones del presupuesto de sedimentos, e.j. cambios en las costas de deriva a la alineación del reflujo, agotamiento de las fuentes de sedimentos.
5. Intervención humana, e.j. protección de acantilados, espigones, rompeolas separados.[2]